# Nintendo Platform Technology Development
Nintendo Platform Technology Development (яп. 任天堂技術開発本部, Хэпбёрн: Nintendō Gijutsu Kaihatsu Honbu), или же Nintendo PTD, — одно из крупнейших подразделений японской компании Nintendo, специализирующееся на разработке аппаратного обеспечения. Оно было создано в сентябре 2015 года в результате слияния подразделений Nintendo Integrated Research & Development (IRD) и System Development (SDD).

## История
Подразделение было создано 16 сентября 2015 года в рамках общей реструктуризации всей компании, которая состоялась под руководством недавно назначенного на тот момент президента Nintendo Тацуми Кимисимы. Оно было создано в результате слияния двух подразделений Nintendo — Integrated Research & Development (IRD), которое специализировалось на разработке аппаратного обеспечения, и System Development (SDD), которое специализировалось на разработке операционных систем, сред разработки и сетевых сервисов.
В подразделении были объединены роли обоих его предшественников. Главным менеджером подразделения стал Ко Сиота, ранее занимавший роль заместителя главного менеджера в подразделении Integrated Research & Development (IRD), а заместителем главного менеджера стал Такэси Симада, ранее занимавший ту же роль в отделе по разработке программных сред в подразделении System Development (SDD). Подразделение также было ответственно за разработку гибридной игровой консоли компании, Nintendo Switch.
27 апреля 2017 года, после ухода из Nintendo технического специалиста и давнего разработчика аппаратного обеспечения Гэнъё Такэды, его преемником был назначен Ко Сиота.

## Разработанная продукция
| Год  | Название                       | Платформа(ы)           | Источник |
| ---- | ------------------------------ | ---------------------- | -------- |
| 2016 | Pokémon Go Plus                | Аппаратное обеспечение | [ 5 ]    |
| 2017 | Nintendo Switch                | Аппаратное обеспечение | [ 3 ]    |
| 2017 | Nintendo Switch Pro Controller | Nintendo Switch        | [ 3 ]    |
| 2017 | New Nintendo 2DS XL            | Аппаратное обеспечение | [ 8 ]    |
| 2017 | Joy-Con AA Battery Pack        | Nintendo Switch        | [ 9 ]    |
| 2018 | Nintendo Labo                  | Nintendo Switch        | [ 11 ]   |
| 2018 | Poké Ball Plus                 | Аппаратное обеспечение | [ 12 ]   |
| 2019 | Nintendo Switch Lite           | Аппаратное обеспечение | [ 13 ]   |
| 2019 | Ring-Con                       | Аппаратное обеспечение | [ 15 ]   |
| 2019 | Leg-Strap                      | Nintendo Switch        | [ 15 ]   |
| 2019 | Nintendo Switch Stylus         | Nintendo Switch        | [ 16 ]   |
| 2021 | Nintendo Switch OLED           | Аппаратное обеспечение |          |
| 2023 | Pokémon GO Plus +              | Аппаратное обеспечение |          |
| 2024 | Alarmo                         | Аппаратное обеспечение |          |